# Erwin Gaber
Erwin Gaber (* 7. Oktober 1903 in Mannheim; † 31. März 1986 in Berlin) war ein deutscher Jurist und Präsident der Bundesversicherungsanstalt für Angestellte.

## Leben
Gaber legte 1922 am Reform-Gymnasium in Mannheim das Abitur ab. Von 1922 bis 1924 absolvierte er eine Banklehre in seiner Vaterstadt, wo er dann auch als Auslandskorrespondent in der Rheinischen Gummi- und Zelluloidfabrik eine erste Anstellung fand. Ab 1925 studierte Gaber Rechtswissenschaften an der Ruprecht-Karls-Universität Heidelberg. Während des Studiums wurde er Mitglied der Studentenverbindung Landsmannschaft Zaringia. 1930 wurde er in Heidelberg zum Dr. jur. promoviert; er bestand 1928 das Referendar- und 1931 das Assessorexamen. Nach der einjährigen Tätigkeit als Grundbuchrichter in Pforzheim und in Karlsruhe wurde Gaber im Jahr 1932 als Referent an die Reichsversicherungsanstalt für Angestellte in Berlin versetzt, wo er bis 1944 tätig war. Im Jahre 1935 wurde er zum Regierungsrat, fünf Jahre später zum Oberregierungsrat ernannt. Im Jahre 1944 wurde Gaber zur Wehrmacht eingezogen und geriet 1945 in sowjetische Kriegsgefangenschaft, aus der er aber verhältnismäßig zügig wieder entlassen wurde. Von 1946 bis 1948 war Gaber als Rechtsanwalt in Mannheim niedergelassen. Zwischen 1949 und 1953 war er als Arbeitsrichter tätig. Schließlich übte Erwin Gaber von 1953 bis 1968 das Amt des Präsidenten der Bundesversicherungsanstalt für Angestellte aus. Ferner war er Honorarprofessor an der Technischen Universität Berlin.
Erwin Gaber wurde auf dem Waldfriedhof Dahlem beigesetzt. Die Grabstätte ist inzwischen aufgelassen worden.

## Werke
- mit Rudolf Schmidt: Die neuen Beiträge und Leistungen der Angestelltenversicherung. Erich Schmidt Verlag, Berlin 1957